# Сухопутные войска Республики Казахстан
Сухопутные войска Вооружённых Сил Республики Казахстан (СВ ВС РК) (каз. Қазақстан Республикасы Әскери күштерінің Құрлық әскерлері) — один из видов вооружённых сил Республики Казахстан. Были сформированы 9 апреля 1993 года.

## Советское наследство

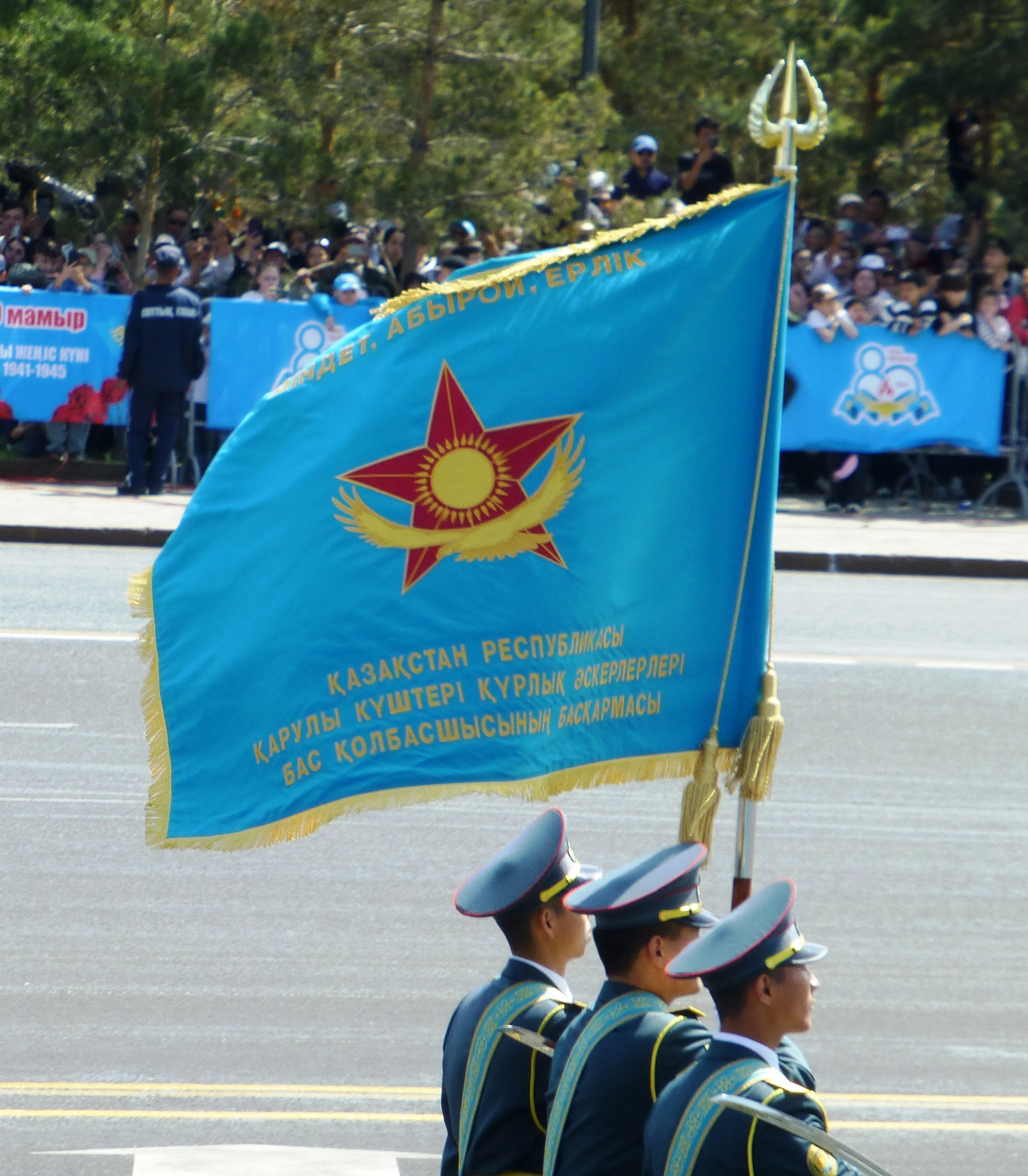
Боевое знамя Главнокомандования Сухопутных войск Вооружённых сил Республики Казахстан. Астана. 7 мая 2025 года

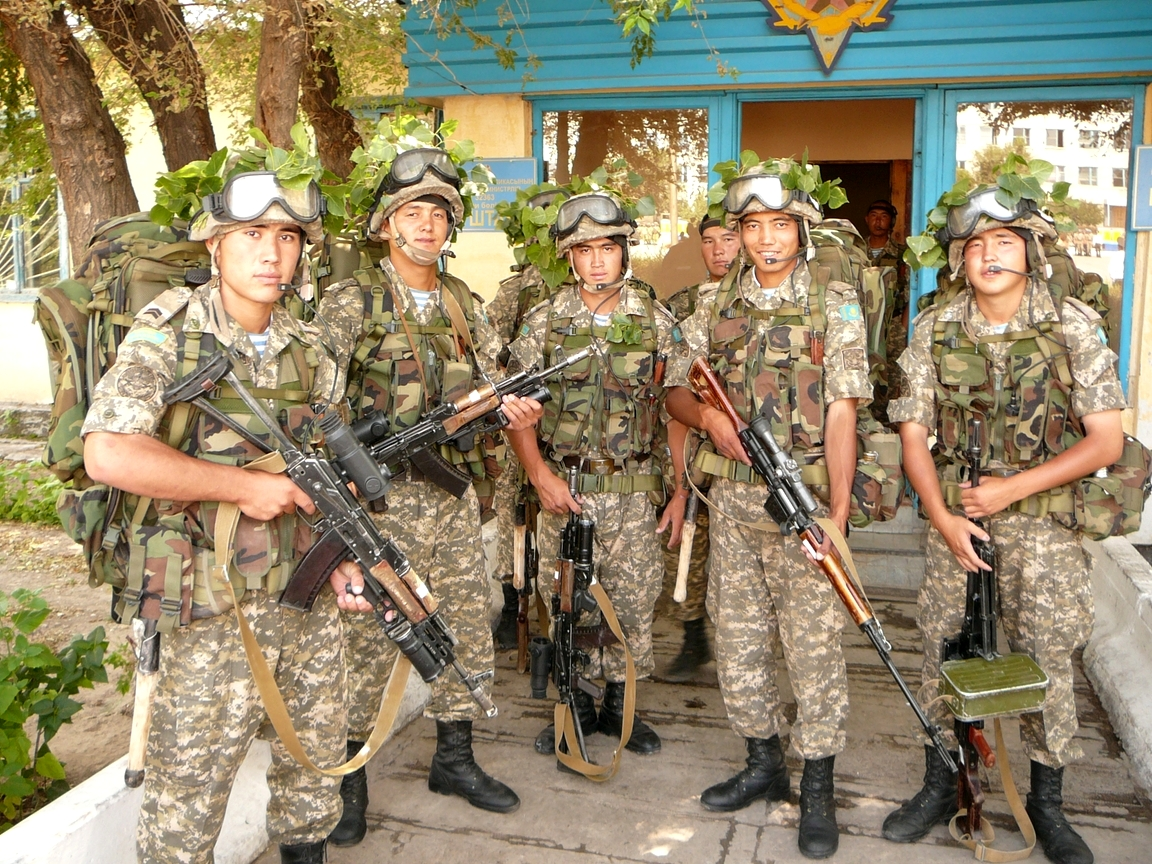
Военнослужащие сухопутных войск
в полевой экипировке.
Капчагай. Август 2011 года

До 1969 года территория Казахской ССР в плане военного управления относилась к Туркестанскому военному округу (далее ТуркВО). На территории республики находилось относительно мало войск. После пограничных конфликтов на острове Даманском на Дальнем Востоке и у озера Жаланашколь в Талды-Курганской области Казахской ССР, Политбюро ЦК КПСС приняло решение о повторном создании Среднеазиатского военного округа (далее САВО), который ранее существовал с 1929 года и был упразднён в 1945 году с передачей зоны его ответственности под контроль ТуркВО. 24 июня 1969 года было объявлено о создании САВО, в зону ответственности которой вошли территории Казахской ССР, Киргизской ССР и Таджикской ССР.
С указанной даты в образованном округе начали создаваться соединения и воинские части окружного комплекта. Советско-китайский раскол вынудил военное руководство перебрасывать соединения и части на приграничные с Китайской Народной Республикой ещё с 1968 года. Сухопутные войска САВО были образованы 32-й общевойсковой армией и 17-м армейским корпусом. 32-я общевойсковая армия была создана на базе 1-го армейского корпуса ТуркВО, который был передислоцирован из Туркменской ССР в Восточный Казахстан ещё в 1968 году. Также в 1968 году в г. Талды-Курган из г. Урюпинск Волгоградской области была передислоцирована 68-я мотострелковая дивизия относившаяся ранее к Северо-Кавказскому военному округу. Управление 17-го армейского корпуса было передислоцировано из г. Самарканд Узбекской ССР в г. Фрунзе Киргизской ССР. В составе этого корпуса при передислокации остались 201-я мотострелковая дивизия, не сменившая дислокацию в г. Душанбе Таджикской ССР, 80-я гвардейская учебная мотострелковая дивизия передислоцированная из Самарканда в н.п. Отар Джамбульской области КазССР и 860-й отдельный мотострелковый полк в г. Ош Киргизской ССР (дислокацию не сменил). До образования САВО в состав 17-го армейского корпуса также входила 203-я мотострелковая дивизия дислоцированная в Караганде, которая после образования округа перешла в подчинение 32-й общевойсковой армии.
Непосредственно на территории Казахской ССР на базе 374-го мотострелкового полка из состава 78-й танковой дивизии была создана 155-я мотострелковая дивизия. С дальнейшим формирование округа в нём были созданы такие новые воинские части окружного комплекта как 22-я отдельная бригада специального назначения в 1976 году и 57-я отдельная десантно-штурмовая бригада в 1979 году, дислоцированные на территории Казахской ССР.
Всего на территории Казахской ССР к концу 80-х годов дислоцировались следующие соединения и воинские части сухопутных войск САВО (без учёта частей боевого и тылового обеспечения):
- 155-я мотострелковая дивизия[6] — н.п. Ново-Ахмирово, Восточно-Казахстанская область;
- 78-я танковая дивизия — н.п. Аягуз, Семипалатинская область;
- 68-я мотострелковая дивизия — н.п. Сары-Озек, Талды-Курганская область;
- 203-я мотострелковая дивизия[7] — г. Караганда;
- 80-я гвардейская учебная мотострелковая дивизия[8] — н.п. Отар, Джамбулская область;
- 57-я отдельная десантно-штурмовая бригада — н.п. Актогай, Семипалатинская область[9];
- 272-я зенитно-ракетная бригада — н.п. Аягуз, Семипалатинская область;
- 56-я радиотехническая бригада — г. Чимкент;
- 44-я ракетная бригада (тактических ракет) — Семипалатинск;
- 645-й артиллерийский полк — Семипалатинск;
- 962-й полк реактивной артиллерии установок залпового огня — Семипалатинск.

В 1989 году САВО был упразднён, а все войска входившие в него, вошли в состав ТуркВО. В связи с этим а также с политикой руководства СССР на сокращение вооружённых сил, 2 мотострелковые дивизии (155-я и 203-я) на территории Казахской ССР были сокращены и переформированы в Базы хранения военной техники (БХВТ). Также с объединением округов была расформирована 57-я отдельная десантно-штурмовая бригада дислоцированная в н.п. Актогай Казахской ССР, которая для окружного комплекта ТуркВО была излишней, ввиду наличия 56-й отдельной гвардейской десантно-штурмовой бригады в г. Иолотань Туркменской ССР. При слиянии округов, 32-я общевойсковая армия сменила порядковый номер и стала именоваться как 40-я общевойсковая армия. Данный номер ранее принадлежал 40-й общевойсковой армии, которая была расформирована после вывода из Афганистана.
Незадолго до распада СССР в мае 1991 года в Казахскую ССР была выведена из состава ГСВГ 35-я отдельная гвардейская десантно-штурмовая бригада, с целью повторного создания расформированной в 1979 году 105-й гвардейской воздушно-десантной дивизии, со штабом дивизии в г. Фергана Узбекской ССР. На данный период бригада была переименована из десантно-штурмовой в воздушно-десантную.
Таким образом к распаду СССР на территории Казахской ССР из сухопутных войск были дислоцированы 4 мотострелковые дивизии (2 из них кадрированные), 1 танковая дивизия, 1 воздушно-десантная бригада, 1 ракетная бригада, 1 зенитно-ракетная бригада, 2 артиллерийских полка.

## История сухопутных войск Республики Казахстан

### Создание сухопутных войск

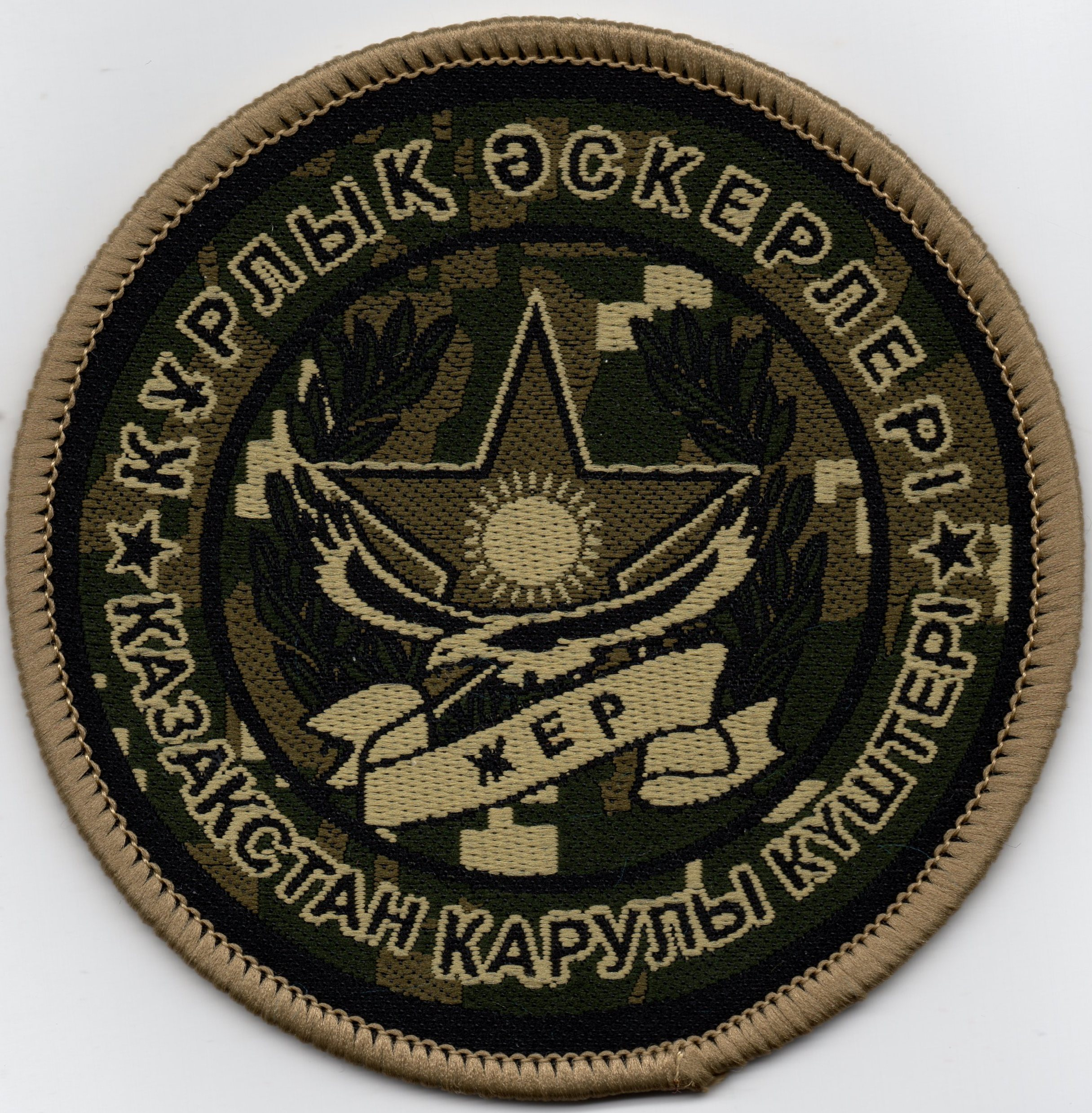
Нарукавный шеврон Сухопутных войск ВС РК для полевой формы.
Под звездой расположено
слово «земля» («жер»)

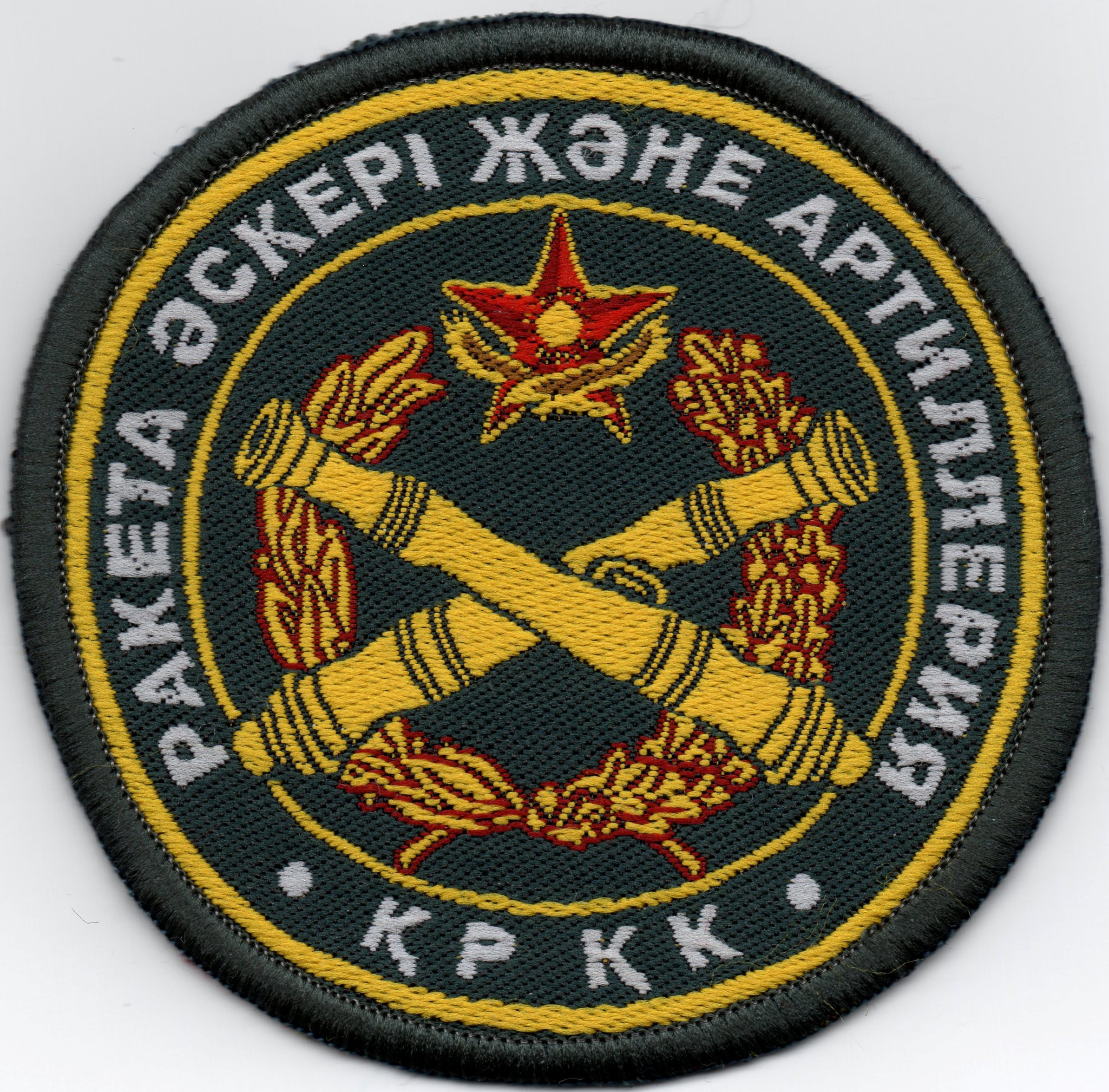
Нарукавный шеврон Ракетных войск и артиллерии Сухопутных войск Казахстана

7 мая 1992 года были образованы Вооружённые силы Республики Казахстан. В их состав также вошли все формирования сухопутных войск бывшей Советской армии дислоцированные на территории республики.
1 ноября 1992 года был создан 1-й армейский корпус со штабом (войсковая часть 30217) в г. Семипалатинск, а также 17 частей и соединений, дислоцирующихся на территории Восточно-Казахстанской, Семипалатинской, Карагандинской и Талдыкорганской областей, крупнейшими из которых были 78-я танковая дивизия и 68-я мотострелковая дивизия. Командующим корпусом был назначен генерал-лейтенант Фёдор Щербаков.
9 апреля 1993 года Президент Республики Казахстан подписал указ № 2108-XII
«Об обороне и Вооруженных Силах Республики Казахстан». Согласно данному указу на основе 40-й общевойсковой армии были созданы Сухопутные войска.

### Реформирование сухопутных войск
В начальный период существования сухопутных войск в 90-е года, сохранялась прежняя советская структура войск где основу войск составляли дивизии.

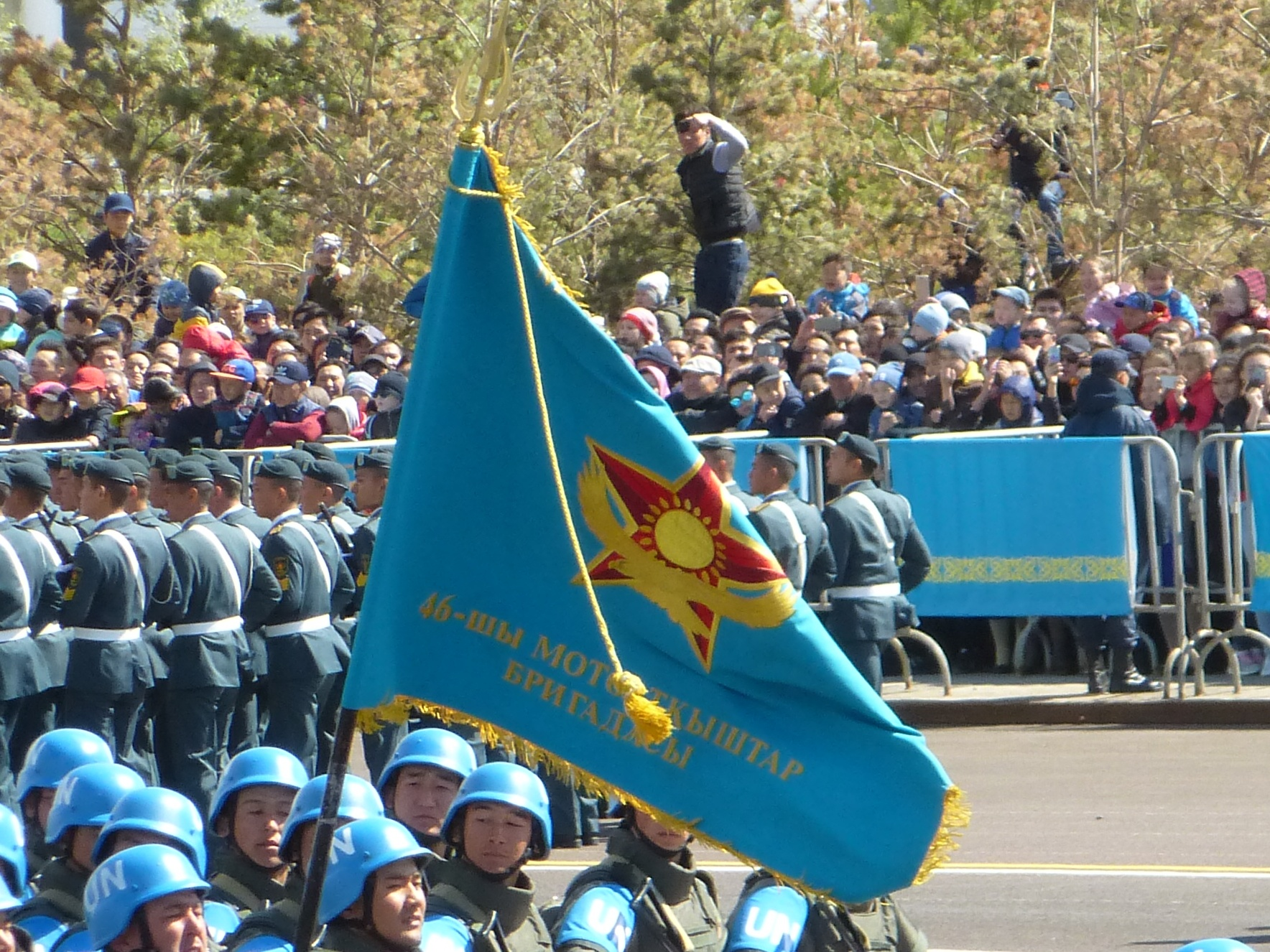
Боевое знамя 46-й мотострелковой бригады

В апреле 1993 года на основе 5203-й Базы хранения военной техники (бывшая 155-я мотострелковая дивизия) был заново сформирован 511-й мотострелковый полк с дислокацией в н.п. Георгиевка Семипалатинской области.

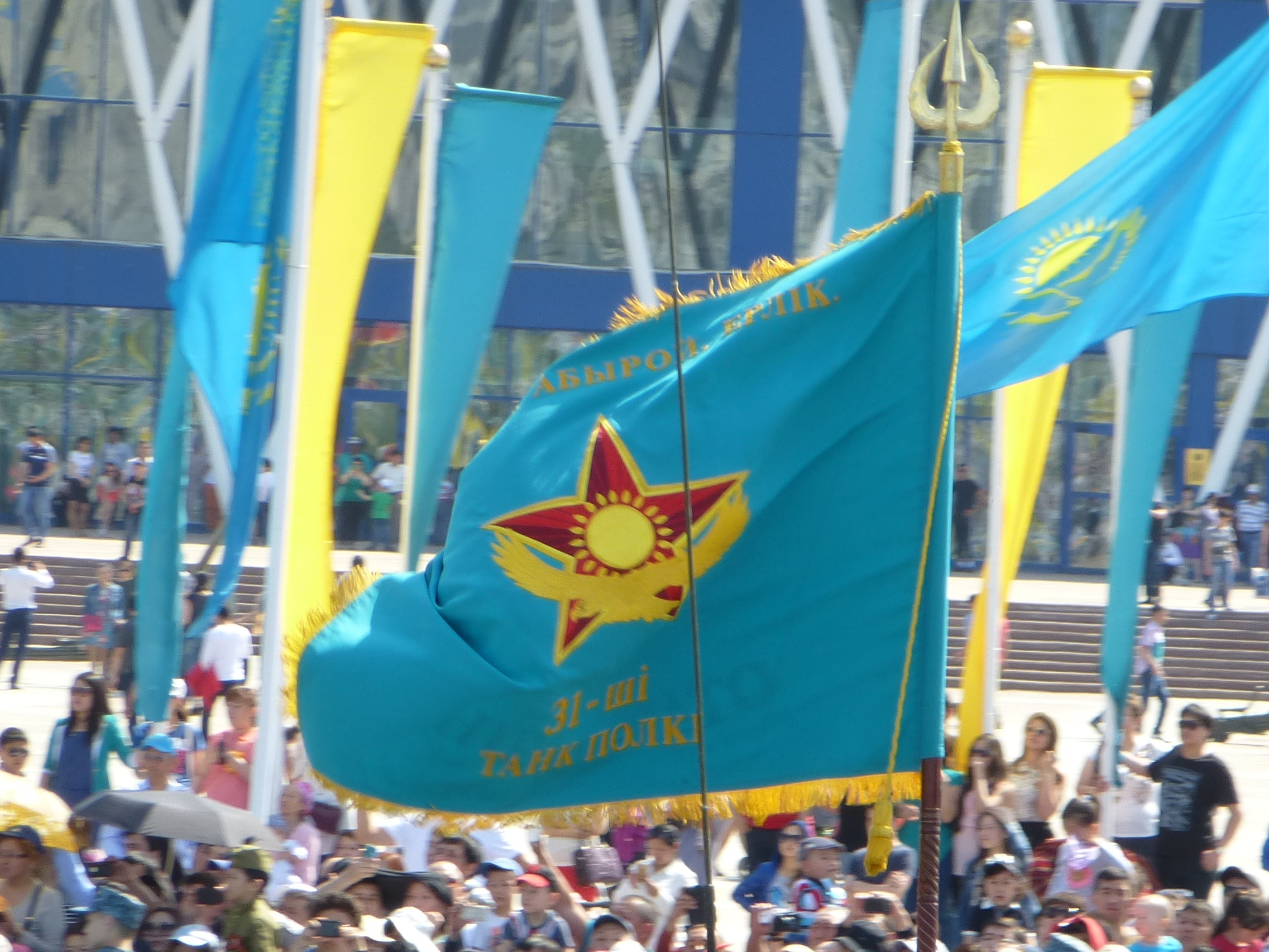
Боевое знамя 31-го танкового полка

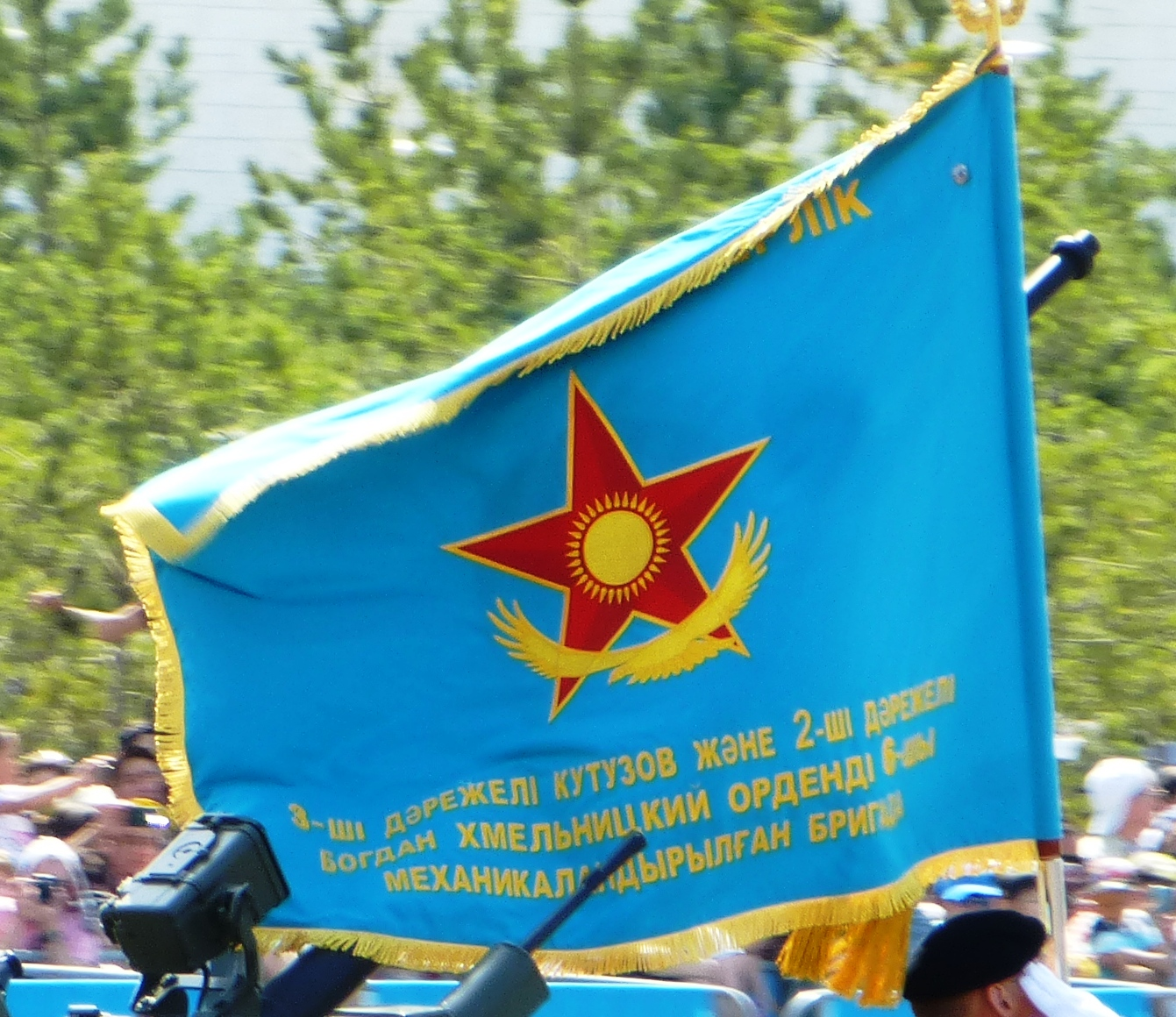
Боевое Знамя 6-й механизированной бригады

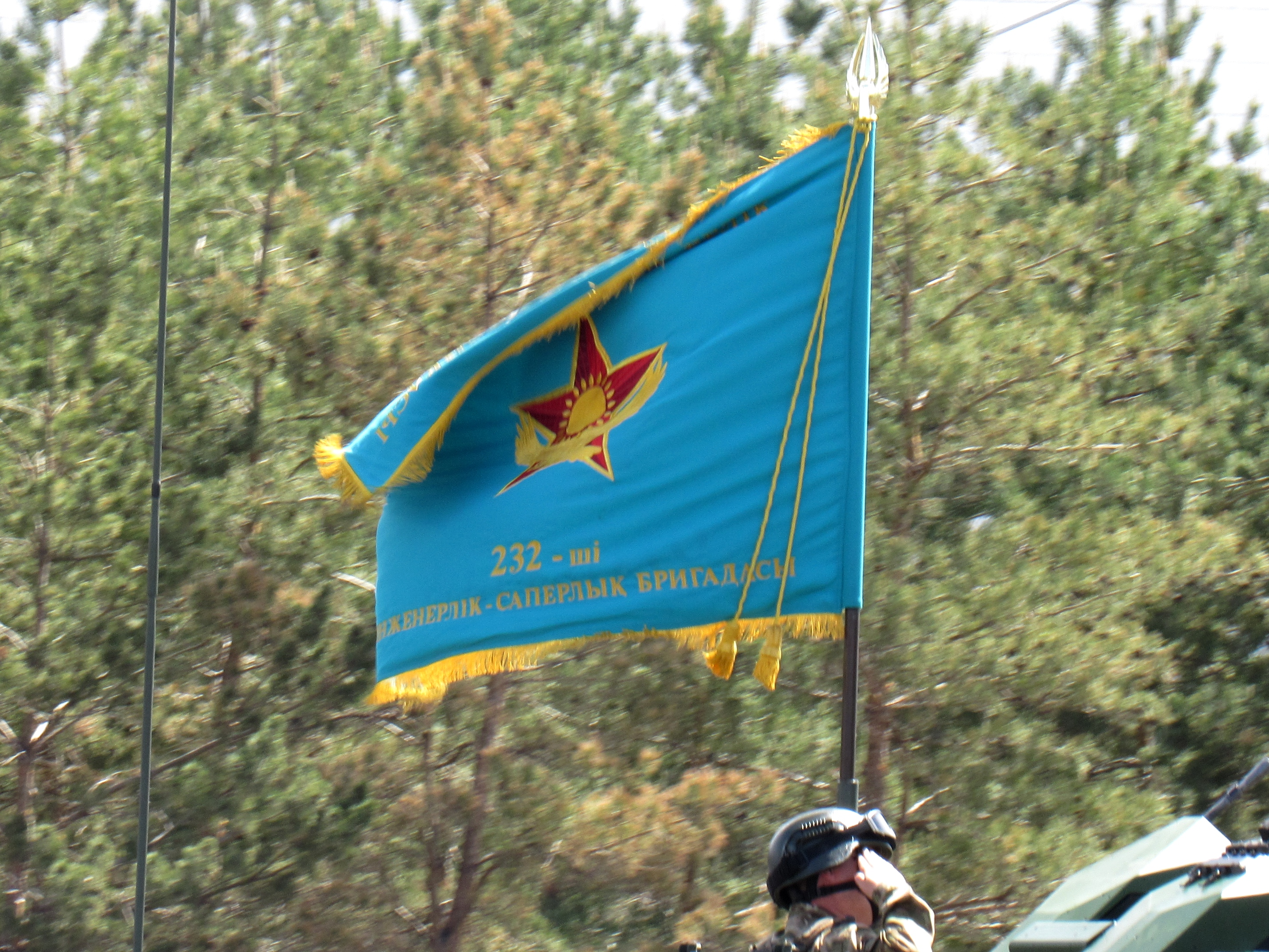
Боевое знамя 232-й инженерно-сапёрной бригады

В 1996 году на основе 385-го мотострелкового полка 68-й мотострелковой дивизии, дислоцированного на тот момент в столице государства г. Алма-Ата, была создана 46-я мотострелковая бригада. Данное общевойсковое формирование стала первой бригадой созданной в истории сухопутных войск Казахстана, и первой бригадой для комплектования которой в массовом порядке привлекались военнослужащие контрактной службы, в связи с чем в СМИ формирование часто именовалась как 1-я мотострелковая бригада.
В 1997 году был создан 2-й армейский корпус со штабом в Алматы, под управление которому отошли все части и соединения в Алматинской, Жамбылской и Южно-Казахстанской областях.
17 ноября 1997 года согласно указу от 17 ноября 1997 года № 3761 «О дальнейших мерах по реформированию Вооруженных Сил Республики Казахстан» были образованы Силы общего назначения в состав которых вошли сухопутные войска.
В конце 1998 года 511-й мотострелковый полк был переформирован в 4-ю отдельную мотострелковую бригаду. Впоследствии переименована в 4-ю механизированную бригаду и передислоцирована в 2004 году в н.п. Ново-Ахмирово в окрестности г. Усть-Каменогорск.
В 1999 году некоторые дивизии и полки сменили советские порядковые номера (в сторону уменьшения) и получили новые боевые знамёна. Так 78-я танковая Невельская дивизия была переименована и переформирована в 3-ю механизированную Невельскую дивизию. При этом её 181-й танковый полк стал 31-м танковым полком.
В 2000 году в г. Тараз, на основе воинских частей 210-го гвардейского учебного центра, была создана 5-я мотострелковая бригада, которая позже была переименована в 5-ю механизированную бригаду. Часть отдельных батальонов данной бригады дислоцированы в области: в н.п. Мерке — мотострелковый батальон; в н.п. Луговой — мотострелковый, танковый и разведывательный батальоны.
В 2000 году на базе 35-й гвардейской десантно-штурмовой бригады были созданы Мобильные силы ВС РК, которые в 2003 году были переименованы в Аэромобильные войска в составе Сухопутных войск. Для увеличения численности аэромобильных войск, в десантно-штурмовые бригады были переформированы несколько мотострелковых частей. Так 517-й мотострелковый полк и 46-я мотострелковая бригада (бывший 385-й мотострелковый полк), ранее входившие в состав 68-й мотострелковой дивизии, были преобразованы соответственно в 37-ю и 38-ю десантно-штурмовые бригады. В 2017 году Аэромобильные войска были переименованы в Десантно-штурмовые войска.
С 2002 года в сухопутных войсках начался переход на бригадную структуру. В этой связи происходил процесс расформирования дивизий и создании бригад на основе полков. Была создана 2-я отдельная гвардейская мотострелковая бригада (бывший 55-й гвардейский учебный мотострелковый полк 80-й гвардейской учебной мотострелковой дивизии), которая в том же году была передислоцирована из н.п. Отар Жамбылской области в г. Атырау на западе страны. В том же году была создана 2-я отдельная мотострелковая бригада (на базе частей бывшей 203-й мотострелковой дивизии) которая была передислоцирована в окрестности г. Астана, а в следующем 2003 году была передана в состав Аэромобильных войск и переформирована в 36-ю отдельную десантно-штурмовую бригаду.
Также в 2002 году был расформирован 210-й гвардейский учебный центр, который по своей структуре оставался мотострелковой дивизией (бывшая 80-я гвардейская учебная дивизия). На базе полков учебного центра и кадрированных соединений дислоцированных в н.п. Гвардейском, были созданы 3 бригады: 12-я механизированная бригада (бывшая 269-я мотострелковая дивизия кадра), 54-я гвардейская артиллерийская бригада (бывший 171-й гвардейский учебный артиллерийский полк) и 23-я инженерно-сапёрная бригада (бывший инженерный полк окружного подчинения (штаб САВО)).
В 2003 году была расформирована 68-я мотострелковая дивизия с образованием трёх бригад: 9-я отдельная механизированная бригада, 43-я танковая бригада и 44-я артиллерийская бригада. В том же году была расформирована 3-я механизированная дивизия (бывшая 78-я танковая дивизия). При этом её 31-й танковый полк был переформирован в 11-ю отдельную механизированную бригаду только два года спустя в 2005 году. На основе 9-й отдельной механизированной бригады в том же году был создан отдельный конный горно-егерский батальон и вскоре был передислоцирован в Жамбылскую область в состав 5-й механизированной бригады с дислокацией в н.п. Бауыржан Момышулы. В 2013 году формирование было развёрнуто до отдельного горно-егерского полка.
Также в 2003 году из состава Сухопутных войск в отдельный род войск были выведены Ракетные войска и артиллерия.
В 2004 году 2-я отдельная гвардейская мотострелковая бригада была переименована в 390-ю отдельную гвардейскую бригаду береговой обороны. В 2009 году бригада была передислоцирована из г. Атырау в г. Актау, с северного побережья Каспийского моря на восточное побережье. В 2011 году бригада переименована в 390-ю отдельную гвардейскую бригаду морской пехоты.
В 2006 году на основе 5204-й Базы хранения военной техники (бывшая 203-я мотострелковая бригада) была сформирована 7-я отдельная механизированная бригада с дислокацией в н.п. Доскей в окрестностях г. Караганда.
В 2009 году Ракетные войска и артиллерия как отдельный род войск был упразднён и стал родом войск в составе Сухопутный войск.
В 2011 году в г. Шымкент была сформирована 6-я механизированная бригада. Она получила регалии бывшего 66-го учебного мотострелкового полка 80-й гвардейской учебной мотострелковой дивизии с сохранением условного обозначения (номер войсковой части). Часть отдельных мотострелковых батальона этой бригады дислоцируются в области: один в н.п. Жибек Жолы и один в г. Арыс.
В конце 2015 года на западе страны были созданы 2 отдельных мотострелковых батальона: в г. Актобе и в н.п. Бейнеу Мангыстауской области.
В апреле 2022 года вышел указ Президента Казахстана, согласно которому Десантно-штурмовые войска были выведены из состава Сухопутных войск и обрели статус отдельного рода войск. Десантно-штурмовые войска стали резервом Верховного главнокомандующего.

### Создание и реформирование региональных управлений сухопутных войск

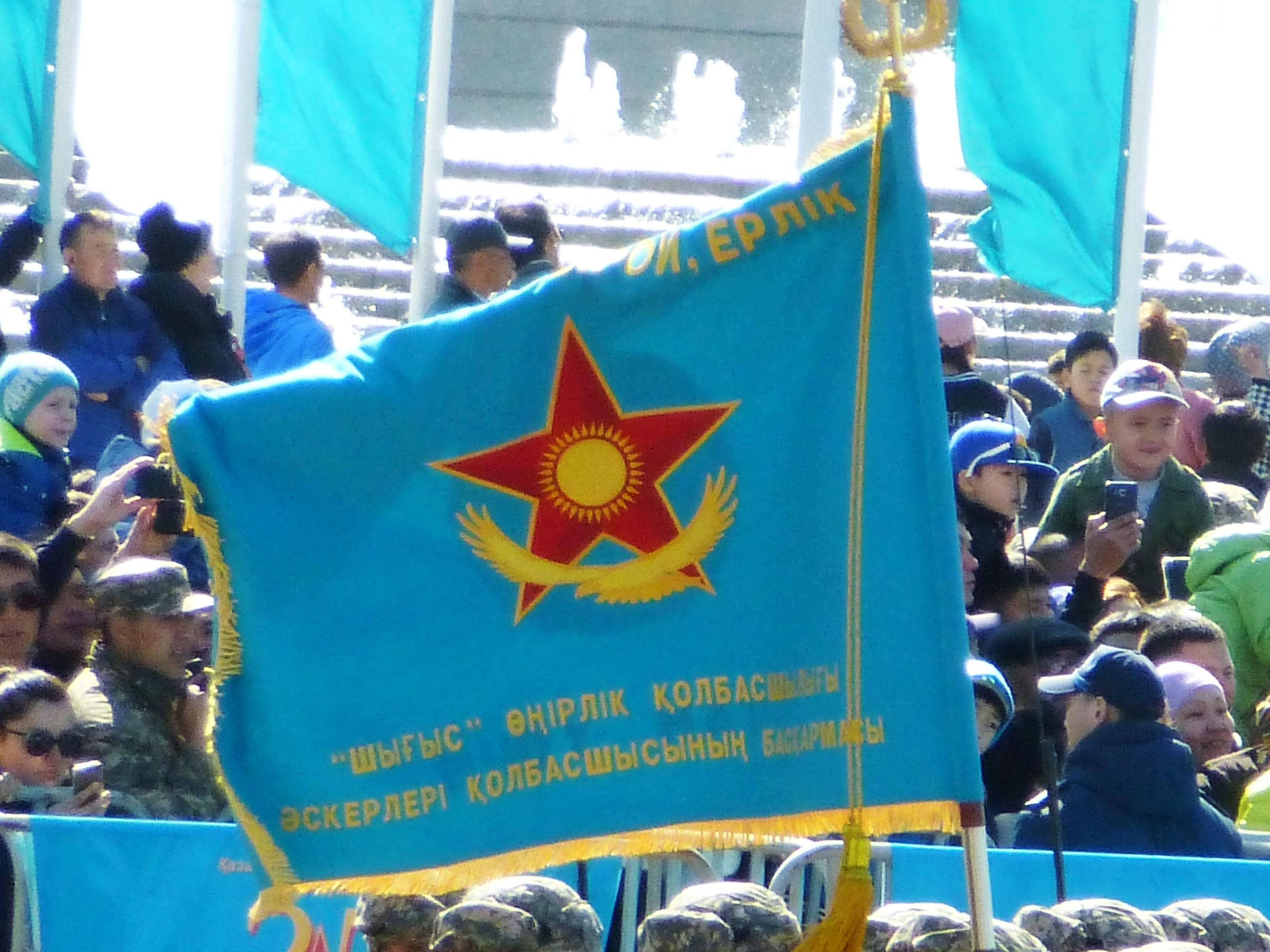
Боевое знамя
Регионального командования «Восток».
Астана. 7 мая 2017 года

6 июля 2000 года вышел указ главы государства № 417 «О структуре Вооружённых сил Республики Казахстан», согласно которому Силы общего назначения были упразднены, а для управления сухопутными войсками были созданы военные округа (каз. әскери округтер):
- Центральный военный округ — на территории Акмолинской, Карагандинской, Костанайской и Северо-Казахстанской областей;
- Восточный военный округ — на территории Восточно-Казахстанской и Павлодарской областей;
- Западный военный округ — на территории Актюбинской, Атырауской, Западно-Казахстанской и Мангистауской областей;
- Южный военный округ — на территории Алматинской, Жамбылской, Кызылординской и Южно-Казахстанской областей.

Управление Восточного округа было сформировано на базе управления 1-го армейского корпуса.
Управление Южного округа (войсковая часть 03858) было создано в г. Тараз 15 сентября 2000 года, на базе управления 2-го армейского корпуса и управления Сил общего назначения.
14 июня 2002 года вышло Постановление Правительства Республики Казахстан, согласно которому было создано государственное учреждение «Управление Командующего Сухопутными войсками Вооруженных Сил Республики Казахстан».
7 мая 2003 года очередным указом № 1085 «О мерах по дальнейшему совершенствованию структуры Вооруженных Сил Республики Казахстан» военные округа были переименованы в региональные командования (каз. өңірлік қолбасшылықтар):
- Региональное командование «Астана» (каз. «Астана» өңірлік қолбасшылығы) — бывший Центральный военный округ. Штаб находится в г. Караганда;
- Региональное командование «Восток» (каз. «Шығыс» өңірлік қолбасшылығы) — бывший Восточный военный округ. Штаб находится в г. Семей;
- Региональное командование «Запад» (каз. «Батыс» өңірлік қолбасшылығы) — бывший Западный военный округ. Штаб находится в г. Атырау;
- Региональное командование «Юг» (каз. «Оңтүстік» өңірлік қолбасшылығы) — бывший Южный военный округ. Штаб находится в г. Тараз.

Данная схема регионального управления сухопутными войсками действует на текущий момент.
12 ноября 2004 года вышло Постановление Правительства Республики Казахстан № 1189 «О мерах по реализации Указа Президента Республики Казахстан „О некоторых вопросах совершенствования структуры Вооруженных Сил Республики Казахстан“», согласно которому было упразднено Управление Командующего Сухопутными войсками и соответственно сама должность Командующего Сухопутными войсками.
Пять лет спустя было принято решение о воссоздании централизованное управления сухопутными войсками. 20 апреля 2009 года вышло Постановление Правительства Республики Казахстан от № 554 «О создании государственного учреждения „Управление Главнокомандующего Сухопутными войсками Вооруженных Сил Республики Казахстан“ Министерства обороны Республики Казахстан»". Главнокомандующим сухопутными войсками был назначен генерал-лейтенант Сакен Жасузаков.

## Командующие сухопутными войсками
Должность Командующий сухопутными войсками как и государственное учреждение «Управление Командующего сухопутными войсками» не существовали в период с 6 июля 2000 по 14 июня 2002 года и с 12 ноября 2004 по 1 апреля 2009 года. В указанные периоды у Сухопутных войск Казахстана отсутствовал собственный орган централизованного управления. Сухопутные войска, кроме региональных командований, подчинялись Комитету начальников штабов вооружённых сил.
Командующий сухопутными войсками:
- Щербаков Фёдор — февраль 1994 — 17 ноября 1997.

Командующий силами общего назначения:
- Щербаков Фёдор — 17 ноября 1997 — 6 июля 2000.

Главнокомандующий сухопутными войсками:
- ? — 14 июня 2002 — 15 сентября 2003;
- Джуламанов Нурлан — 15 сентября 2003 — 12 ноября 2004;
- Жасузаков Сакен — 1 апреля 2009 — 11 марта 2010;
- Майкеев Мурат — 11 марта 2010 — 28 сентября 2016;
- Бектанов Мурат — 28 сентября 2016 — 4 мая 2019;
- Хусаинов Марат — 4 мая 2019 — 5 ноября 2020;
- Койбаков Талгат — с 5 ноября 2020 — 25 сентября 2023 года;
- Жусупов Асан — 25 сентября 2023 года — 26 ноября 2024 года;
- Кучекбаев Мереке — 26 ноября 2024 года — наст. время;

## Учебные заведения сухопутных войск

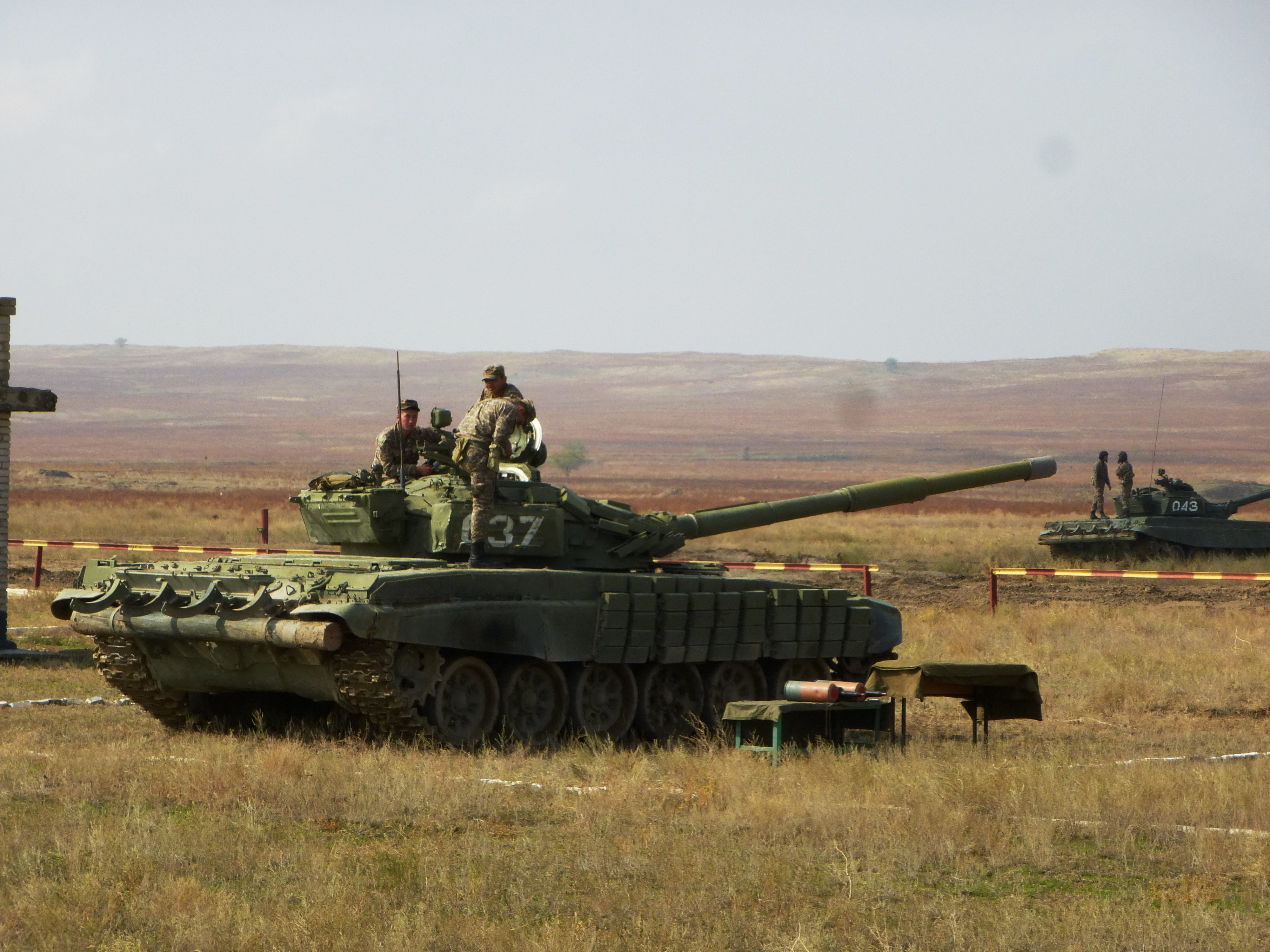
На танковой директрисе полигона
Военного института Сухопутных Войск.
Октябрь 2014 года

### Подготовка младшего офицерского состава
Из военно-учебных заведений, готовящих офицеров для сухопутных войск, Республике Казахстан при распаде СССР досталось Алма-Атинское высшее общевойсковое командное училище имени Маршала Советского Союза И. С. Конева или сокращённо АВОКУ.
Данное училище, созданное в 1970 году, готовило курсантов по 4-годичному циклу командиров мотострелковых взводов, с присвоением им по окончании обучения воинского звания лейтенант. В связи с тем что иных военных училищ на территории республики не было, и возникшей необходимостью в подготовке собственными силами офицеров для других родов сухопутных войск (танкисты, артиллеристы, сапёры и т. д.), в 1990-е года была произведена диверсификация обучения и училище начало подготовку офицеров по более чем десяти иным специальностям.
Также на базе училища проводилось повышение квалификации старших офицеров сухопутных войск, в связи с чем в 1997 году училище было переименовано в Военную академию вооружённых сил Республики Казахстан. В 2002 году произошло разделение Военной академии: для подготовки старших офицеров была создана Военная академия в г. Щучинск, а для подготовки младших офицеров на месте прежнего АВОКУ было создано Алма-Атинское высшее военное училище вооружённых сил Республики Казахстан. В 2003 году Алма-Атинское высшее военное училище ВС РК переименовано в Военный институт сухопутных войск. На данный момент институт осуществляет подготовку специалистов для Сухопутных войск по 13 военно-учётным специальностям.

### Переподготовка старшего офицерского состава
Повышение квалификации (переподготовка) старших офицеров сухопутных войск с 1997 по 2002 год осуществлялось на базе бывшего Алма-Атинского высшего общевойскового командного училища, которое на тот период носило название Военная академия вооружённых сил Республики Казахстан. В 2002 году Военная академия была передислоцирована в г. Щучинск Акмолинской области.
В 2014 году Военная академия вооружённых сил Республики Казахстан была передислоцирована из Щучинска в столицу государства в город Астану и была переименована в Национальный университет обороны.
Для переподготовки старших офицеров сухопутных войск в Национальном университете обороны существуют как профильные кафедры (кафедра оперативно-тактической подготовки, кафедра управления войсками и службы общевойсковых штабов, кафедра ракетных войск и артиллерии) так и кафедра повышения квалификации с курсами, прохождение которых позволяет занимать должностные ступени от командира батальона и выше (курсы командиров батальонов, курсы офицеров штабов бригад, курсы заместителей командиров бригад, курсы офицеров штабов Региональных командований).

### Подготовка сержантского состава
В 1996 году руководство Вооружённых сил Казахстана пришло к необходимости от постепенного отказа советской практики назначения сержантских званий военнослужащим срочной службы и планомерному переходу к институту профессиональных сержантов. В связи с этим летом 1996 года в г. Щучинск был создан Кадетский корпус Министерства обороны Республики Казахстан имени Чокана Валиханова, задачей которого стала подготовка профессиональных сержантов для Сухопутных войск по специальности командир мотострелкового отделения. Срок обучения — 1 год и 10 месяцев.

### Подготовка младших специалистов
Подготовка младших специалистов рядового состава по военно-учётным специальностям для Сухопутных войск производится в следующих учебных центрах:
- Учебный центр Сухопутных войск имени Карасай батыра (войсковая часть 30212) — создано на основе бывшего управления 80-й гвардейской учебной мотострелковой дивизии в н.п. Гвардейский Жамбылской области[41].
- Учебный центр боевой подготовки младших специалистов и резерва Сухопутных войск (войсковая часть 32356) — дислоцируется в н.п. Спасск Карагандинской области. Создан в 2010 году[42].
- Учебный центр Ракетных войск и Артиллерии (войсковая часть 14805) — дислоцирован в г. Приозёрск Карагандинской области.

## Вооружение и военная техника
Сухопутные войска Республики Казахстан имеют на вооружении танки, боевые машины пехоты, бронетранспортёры, артиллерию различной мощности и назначения, противотанковые ракетные комплексы, зенитные ракетные комплексы, средства управления, автоматическое стрелковое оружие. По состоянию на 2023 год на вооружении находится в основном российская техника и техника советских времён, а Россия остается ведущим поставщиком вооружения, так в последние годы вооружённые силы получили значительное количество новой и модернизированной техники из России